# The Wanderer (gedicht)
The Wanderer is een Oudengels gedicht dat bewaard is gebleven in het uit de 10e eeuw daterende Exeter Book. Het gedicht telt 115 regels en is opgebouwd uit de destijds gebruikelijke allitererende verzen.
Evenals de andere gedichten in het Exeter Book heeft het werk geen titel. 'The Wanderer' is een titel die pas later in gebruik is geraakt.
Het gedicht is een elegie. Een oude man treurt om het verlies van zijn heer en zijn familie, die hij bij een aanval op zijn volk heeft verloren. Hij heeft niemand meer die hij kan dienen en bij wie hij bescherming en vreugde kan vinden. Ook is er niemand meer bij wie hij zijn gedachten en overwegingen kwijt kan. Hij droomt van het goede leven van voorheen, maar hij ontwaakt weer in de barre realiteit. Het gedicht eindigt met een, mogelijk later toegevoegde, christelijk-moralistische boodschap.
Evenals in andere (treur)zangen in de Angelsaksische literatuur (zie The Ruin, Deor, The Seafarer, Beowulf) wordt er gebruikgemaakt van het ubi sunt-motief in de vorm van het melancholieke: waar zijn … gebleven: 
92a
Hwær cwom mearg? Hwær cwom mago? (Waarheen is het paard? Waarheen is de man?)
Hwær cwom maþþumgyfa? (Waarheen is de geschenkengever?)
Hwær cwom symbla gesetu? (Waarheen zijn de zetels van het feest?)
Hwær sindon seledreamas? (Waar zijn de zaalgedruisen?)
Eala beorht bune! (Helaas blinkende beker!)
Eala byrnwiga! (Helaas maliënman!)
Eala þeodnes þrym! (Helaas prinsenpracht!)
Hu seo þrag gewat, (Hoe die tijd (is) voorbijgegaan,)
100a
genap under nihthelm, (verduisterd onder nachthelm,)
swa heo no wære. (alsof het nooit was geweest!)
J.R.R. Tolkien maakt in In de ban van de ring, De twee torens, hoofdstuk 6, gebruik van een tekst die duidelijk is geïnspireerd door The Wanderer:
Where now the horse and the rider? Where is the horn that was blowing?
Where is the helm and the hauberk, and the bright hair flowing...
Where is the hand on the harpspring, and the red fire glowing?
Where is the spring and the harvest and the tall corn growing?
They have passed like rain on the mountain, like a wind in the meadow.
In de Nederlandstalige versie:
Waar is het paard en de ruiter, de hoorn luidschallend?
Waar de helm en ’t kuras, en de haren, blond vallend?
Waar is het roodgloeiend vuur, hands harpakkoorden?
Waar is de lente en de oogst en het hooggroeiend koren?
Voorbij als regen op de berg, als wind in wei brooddronken…etc.